# Михайлов, Герман Леонидович
Герман Леонидович Михайлов (7 ноября 1929 — 9 июня 1999) — передовик советского машиностроения, токарь механического цеха Харьковского машиностроительного завода имени В. А. Малышева Министерства оборонной промышленности СССР, Герой Социалистического Труда (1966).

## Биография
Родился в 1929 году в городе Харькове в украинской семье.
Работать начал в годы войны в механическом цеху на Харьковском Паровозостроительном заводе (с 1958 года — машиностроительном) имени В. А. Малышева. Трудился токарем. Дневные задания всегда сдавал с превышением плана. Работал с личным клеймом. Один из инициаторов социалистического соревнования среди машиностроителей. В 1964 году вступил в члены КПСС.
Указом Президиума Верховного Совета СССР от 28 июля 1966 года (закрытым) за достижение высоких показателей в производстве Герману Леонидовичу Михайлову было присвоено звание Героя Социалистического Труда с вручением ордена Ленина и золотой медали Серп и Молот.
в 1980-е годы работал секретарём Харьковского областного Совета профессионального союза. Дальше вышел на заслуженный отдых. Член ЦК КПСС (1971 по 1981 годы).
Проживал в городе Харькове. Умер 9 июня 1999 года. Похоронен на кладбище № 2.

## Награды
За трудовые успехи был удостоен:
- золотая звезда «Серп и Молот» (28.07.1966)
- орден Ленина (28.07.1966)
- Орден Октябрьской Революции (15.09.1976)
- Орден «Знак Почёта» (26.04.1971)
- другие медали.